# (2955) Newburn
(2955) Newburn es un asteroide perteneciente al cinturón de asteroides, descubierto el 30 de enero de 1982 por Edward Bowell desde la Estación Anderson Mesa (condado de Coconino, cerca de Flagstaff, Arizona, Estados Unidos).

## Designación y nombre
Designado provisionalmente como 1982 BX1. Fue nombrado Newburn en honor al astrónomo estadounidense Ray L. Newburn.